# Чепелеуць
Чепелеуць (рум. Cepeleuți) — село в Единецком районе Молдавии. Является административным центром коммуны Чепелеуць, включающей также сёла Рынгачь и Ванчикэуць.

## География
Село расположено на высоте 227 метров над уровнем моря.

## Население
По данным переписи населения 2004 года, в селе Чепелеуць проживает 1190 человек (529 мужчин, 661 женщина).
Этнический состав села:
| Национальность | Число жителей | Процентный состав |
| -------------- | ------------- | ----------------- |
| молдаване      | 1114          | 93.61             |
| украинцы       | 47            | 3.95              |
| румыны         | 21            | 1.76              |
| русские        | 6             | 0.5               |
| прочие         | 2             | 0.17              |
| Всего          | 1190          | 100%              |

## Известные уроженцы
- Лупан, Николай Иванович (р. 1921) — молдавский журналист, диссидент.
- Телеукэ, Виктор Гаврилович (1933—2002) — молдавский поэт, писатель, переводчик, публицист.